# Ernie Lively
Ernie Lively, all'anagrafe Ernest Wilson Brown Jr. (Baltimora, 29 gennaio 1947 – Los Angeles, 3 giugno 2021), è stato un attore statunitense.
Fu sposato dal 1979 con l'agente artistica Elaine Lively (nata McAlpin), da cui prese il cognome e da cui ebbe due figli: Eric (1981) e Blake (1987), entrambi attori. Gli attori Lori Lively, Jason Lively e Robyn Lively sono i figli nati dal primo matrimonio di Elaine con Ronald Otis "Ronnie" Lively.

## Filmografia parziale

### Cinema
- Amarti a New York (It's My Turn), regia di Claudia Weill (1980)
- Il pomo di Adamo (In the Mood), regia di Phil Alden Robinson (1987)
- Fantasmi ad Hollywood (Hollywood-Monster), regia di Roland Emmerich (1987)
- Turner e il casinaro (Turner & Hooch), regia di Roger Spottiswoode (1989)
- Un uomo innocente (An Innocent Man), regia di Peter Yates (1989)
- Sotto shock (Shocker), regia di Wes Craven (1989)
- Duro da uccidere (Hard to Kill), regia di Bruce Malmuth (1990)
- Air America, regia di Roger Spottiswoode (1990)
- Resa dei conti a Little Tokyo (Showdown in Little Tokyo), regia di Mark L. Lester (1991)
- L'uomo della luna (The Man in the Moon), regia di Robert Mulligan (1991)
- Le mani della notte (Past Midnight), regia di Jan Eliasberg (1991)
- Fermati, o mamma spara (Stop! Or My Mom Will Shoot), regia di Roger Spottiswoode (1992)
- I sonnambuli (Sleepwalkers), regia di Mick Garris (1992)
- Passenger 57 - Terrore ad alta quota (Passenger 57), regia di Kevin Hooks (1992)
- Mi familia (My Family), regia di Gregory Nava (1995)
- Scomodi omicidi (Mulholland Falls), regia di Lee Tamahori (1996)
- Effetti collaterali (Senseless), regia di Penelope Spheeris (1998)
- Goodbye Lover, regia di Roland Joffé (1998)
- Il tredicesimo piano (The Thirteenth Floor), regia di Josef Rusnak (1999)
- American Pie 2, regia di James B. Rogers (2001)
- 4 amiche e un paio di jeans (The Sisterhood of the Travelling Pants), regia di Ken Kwapis (2005)
- The Darwin Awards - Suicidi accidentali per menti poco evolute (The Darwin Awards), regia di Finn Taylor (2006)
- Simon Says - Gioca o muori! (Simon Says), regia di William Dear (2006)
- 4 amiche e un paio di jeans 2 (The Sisterhood of the Traveling Pants 2), regia di Sanaa Hamri (2008)

### Televisione
- La signora in giallo (Murder, She Wrote) – serie TV, 5 episodi (1990-1996)
- X-Files (The X-Files) – serie TV, episodio 3x03 (1995)
- West Wing - Tutti gli uomini del Presidente (The West Wing) – serie TV, episodi 2x01-2x02-6x17 (2000, 2005)
- Zack e Cody al Grand Hotel (The Suite Life of Zack and Cody) – serie TV, episodio 1x13 (2005) – voce

## Doppiatori italiani
Nelle versioni in italiano delle opere in cui ha recitato, Ernie Lively è stato doppiato da:
- Gianni Marzocchi in Top Secret
- Gianni Vagliani ne L'ammiratore segreto
- Rino Bolognesi in Sotto shock
- Pasquale Anselmo in Air America
- Massimo Corvo ne La signora in giallo (ep. 6x12)
- Saverio Moriones ne La signora in giallo (ep. 7x06, 8x11)
- Stefano Carraro ne La signora in giallo (ep. 10x11)
- Paolo Lombardi in Passenger 57 - Terrore ad alta quota
- Renato Mori in Scomodi omicidi
- Piero Tiberi in X-Files
- Gerolamo Alchieri in Ghost Whisperer - Presenze
- Lucio Saccone in Memphis Beat